# Humboldt-Forschungspreis
Der Humboldt-Forschungspreis (englisch Humboldt Research Award) wird von der Alexander-von-Humboldt-Stiftung an international anerkannte Forschende auf der Höhe ihrer Karriere vergeben.

## Über den Preis
Der Preis wird an Forschende vergeben, deren Lebens- und Arbeitsmittelpunkt seit mindestens fünf Jahren im Ausland liegen. Nationalität, Herkunftsland und Forschungsgebiet der Forschenden sind davon abgesehen beliebig.
Der Preis wird für ihr Gesamtschaffen an Forschende vergeben, die das jeweilige Forschungsgebiet nachhaltig geprägt haben und von denen auch in der Zukunft weitere Spitzenleistungen erwartet werden können. Die Nominierung erfolgt durch deutsche Forschende. Das Preisgeld beträgt derzeit 60.000 €, und der Preis schließt lebenslange Unterstützung im Humboldt-Netzwerk ein. Die Forschenden werden mit dem Preis eingeladen, ein Jahr in Deutschland auf einem selbst gewählten Gebiet in Kooperation mit Forschenden aus Deutschland zu forschen, daraus resultierende gemeinsame Publikationen sind ebenfalls erwünscht. Der Preis wird an bis zu 100 Forschende jährlich verliehen.
Erstmals wurde er 1972 als Humboldt-Forschungspreis für U.S. Senior Scientists vergeben, um den USA „für die geleistete Wiederaufbauhilfe für die deutsche Wissenschaft nach dem 2. Weltkrieg“ zu danken. Der Preis ist nach dem deutschen Naturforscher und Entdecker Alexander von Humboldt benannt. Die Alexander-von-Humboldt-Stiftung vergibt eine Reihe von Preisen und Stipendien, insbesondere den höchstdotierten Wissenschaftspreis Deutschlands, die Alexander-von-Humboldt-Professur.

## Preisträger
- Preisträger aus den Geisteswissenschaften sind u. a.: Carlo Ginzburg, Panajotis Kondylis, Claudio Magris, Hugh Barr Nisbet, Londa Schiebinger, Jan Koenderink, Charles S. Maier, Harry Liebersohn, Andreas W. Daum, Jenny Strauss Clay, Wesley M. Stevens, Liliane Weissberg, Rüdiger Campe.
- Preisträger aus der Mathematik sind u. a.: Dmitri Wiktorowitsch Anossow, Ole Barndorff-Nielsen, Spencer Bloch, Ivo Babuška, Messoud Efendiev, Alexandre Eremenko, Christian Genest, Victor Guillemin, Michael R. Fellows, Wolfgang Fuchs, Uffe Haagerup, Harald Helfgott, Toshiyuki Kobayashi, Robert Langlands, Benoît Mandelbrot, Wladimir Gilelewitsch Masja, Grigori Alexandrowitsch Margulis, Curtis McMullen, Gerhard Mensch, John Willard Milnor, Juri Walentinowitsch Nesterenko, Gopal Prasad, Elias Stein, Raymond Wells, Anatoli Moissejewitsch Werschik, Ernest Borissowitsch Winberg, Gerhard Woeginger, Shing-Tung Yau, Marc Yor, Ulrich Trottenberg, Florian Pop, Andrei Zelevinsky.
- Preisträger aus der Physik sind u. a.: Robert W. Boyd, Predrag Cvitanović, Roy J. Glauber, Willy Haeberli, Theodor Hänsch, John Lewis Hall, Masatoshi Koshiba, Herbert Kroemer, Holger Bech Nielsen, Steven Chu, Waleri Pokrowski, Alexander Samolodtschikow, Clifford Shull, Pierre-Gilles de Gennes, Hans Georg Dehmelt, Subrahmanyan Chandrasekhar, Nicolaas Bloembergen, Arthur L. Schawlow, Julian Seymour Schwinger, Robert Hofstadter, Dieter W. Pohl, Serge Haroche, Mikhail Shaposhnikov, Rainer Blatt, Peter Paul, Alessandro Piccolo.
- Preisträger aus der Chemie sind u. a.: Robert Grubbs, Richard R. Schrock, John B. Fenn, Ahmed Zewail, John Anthony Pople, Robert F. Curl, Paul J. Crutzen, Rudolph Arthur Marcus, Jean-Marie Lehn, Narayan Sadashiv Hosmane, Walter Gilbert, Alec Wodtke, Mark von Itzstein, Richard A. Lerner.
- Preisträger aus der Biologie sind u. a.: Serge Daan, Daniel Gianola, Dennis Gonsalves,  Hendrikus Granzier, Bert Hölldobler, Sergej Nedospasov, Hans Othmer, Thomas Dyer Seeley, Rüdiger Wehner.